# محارب (مسلسل مصري)
محارب هو مسلسل مصري يعرض في عام 2024 على سي بي سي، في إطار دراما الحركة، تدور أحداث المسلسل حيث الشاب (محارب) الذي ينزح من الصعيد إلى مدينة (القاهرة)، عقب وفاة والده، ويضطر للعمل في مجالات عدة حتى يعيل أسرته، ولكنه يكتشف سرًا يغير مسار حياته.

## قصة المسلسل
تدور أحداث مسلسل «محارب»، في إطار اجتماعي تشويقي، حيث علم حسن الرداد "محارب" وأخوته بموت والدتهم في حادث سير طائش من قبل أحد مشاهير السوشيال ميديا، فيما تتوالى الأحداث عن محاولة أحمد زاهر "حسام" بمساومة أسرة عفاف شعيب وتحديدا محارب للتنازل عن القضية مقابل مبلغ من المال.
جرت أحداث المسلسل بعد اكتشاف موت والدة "محارب" بمحاولة ناهد السباعي التواجد بجوار زوجها "محارب" الا ان والدها "محمود البزاوي" يرفض، وتقوم هي بالإنتحار.

## طاقم التمثيل
- حسن الرداد
- أحمد زاهر
- ماجد المصري
- تامر عبد المنعم
- نرمين الفقي
- محمود عمرو ياسين
- منة فضالي
- أحمد عنان
- ملك أحمد زاهر
- ناهد السباعي
- كريم العمري
- نور محمود
- حسني شتا
- سماء إبراهيم
- غفران محمد
- سلوى عثمان
- محمود الليثي
- عفاف شعيب
- بسنت أبو باشا
- محمود البزاوي
- عابد عناني
- رضا حامد
- عاصم ترك
- حمادة صميدة

## فريق العمل
- إنتاج: أحمد السبكي
- تأليف: محمد سيد بشير
- إخراج: شيرين عادل ، مهاب قطان

## روابط خارجية
- محارب (مسلسل مصري) على موقع قاعدة بيانات الأفلام العربية